# Койвула
Ко́йвула (фин. Koivula, швед. Björkas) — один из районов города Турку, входящий в округ Скансси-Уиттамо.

## Географическое положение
Район расположен к юго-востоку от центральной части Турку.

## Население
В 2004 году население района составляло 1761 человек, из которых дети моложе 15 лет составляли 16,30 %, а старше 65 лет — 15,67 %. Финским языком в качестве родного владели 89,10 %, шведским — 7,21 %, а другими языками — 3,69 % населения района.